# Viktor Rosenzweig
Viktor Rosenzweig (Ruma, 1914. – zagrebačka Dotrščina, 9. srpnja 1941.) bio je hrvatski pjesnik, agronom i politički djelatnik  židovskog porijekla.

## Životopis
Pjesnik Viktor Rosenzweig rođen je u  Rumi, godine 1914. a ubijen u  Zagrebu 9. srpnja 1941. na Dotršćini, nakon što je bio kratko vrijeme zatvoren u sabirnom logoru Kerestinec
Nakon završene osnovne škole u  Rumi te gimnazije u  Novom Sadu, započinje studij prava u Beogradu, ali se zbog političke aktivnosti seli u Zagreb gdje pohađa i završava studij agronomije na Šumarskom fakultetu. 
Član SKOJ-a postao je još u gimnaziji, a posebno je bio aktivan među lijevo usmjerenim studentima na sveučilištu. Aktivni je član KPJ od 1934. do 1935. kada biva uhapšen i osuđen na šest mjeseci zatvora. Osim politički djeluje i javno u društvima "Svjetlost" te "Kulturno udruženje studenata pacifista". 
Iz policijskog pritvora (uhićen 30. ožujka 1941.) u Banovini Hrvatskoj izručen je u travnju 1941. vlastima NDH te je potom strijeljan na Dotršćini s poznatom grupom lijevih intelektualaca i političkih djelatnika: Zvonimir Richtmann, Ivo Kuhn, Božidar Adžija, Otokar Keršovani, Ivan Krndelj i drugi.
Ista sudbina je gotovo u isto vrijeme zadesila i njegove roditelje (Margitu rođ. Handler i Josipa Rosenzweiga) koji su ubijeni u Srijemu, ali su mu supruga, Bosiljka Rosenzweig rođ. Pasini (Zadar, 1. rujna 1915. - Zagreb, 15. svibnja 1989.) i kći Margita Jagodić (Zagreb, 22. veljače 1939. – 18. veljače 1971.) preživjele rat.
Kao što njegova smrt nadilazi značenje osobne tragedije, tako i u njegovoj poeziji odzvanja glas epohe, nagovještaja rata, borbe i stradanja. 
Već kao student objavljivao je tekstove i pjesme u beogradskim, zagrebačkim i novosadskim časopisima Glas omladine (Zagreb), Časopis živih (Beograd),  Vojvođanski zbornik, Letopis Matice srpske. 
Jedina njegova zbirka pjesama, Naš život, objavljena pod pseudonimom Vitomir Jovanović u zagrebačkoj nakladi "Orbis", zasluženo je oteta zaboravu i ponovno predstavljena današnjoj publici: godine 2001. na tradicionalnom židovskom skupu Bejahad  u Supetru na Braču predstavljena je grafička mapa "Naš život" hrvatskog židovskog umjetnika i dizajnera  Alfreda Pala s pjesmama Viktora Rosenzweiga, a kasnije objavljena u Zagrebu. Neke njegove pjesme objavljene su nakon  Drugog svjetskog rata u zbirci revolucionara-književnika »Reči i dela«.

## Djela
- Naslovnica knjige "Naš život" Viktora Rosenzweiga (Vitomir Jovanović) iz 1939.Naš život, Orbis Zagreb, 1939. (ovitak napravio slikar i grafičar Roman Petrović)[7]

## Važnije pjesme
- Naš život
- Ako ne bude rata""
- III
- Prometej
- Priča o našoj prvoj ljubavi
- Ne znam...
- Gorki čas
- Grad
- Zovi
- Poruka
- Sutra

## Zanimljivosti
- U TV seriji Nepokoreni grad iz 1980. godine, redatelja  Eduarda Galića, lik Viktora Rosenzweiga, u dvije epizode, igra glumac Boris Bakal, koji tada recitira pjesnikove stihove iz pjesama III i Ako ne bude rata.

- Godine 2018. povodom Međunarodnog dana sjećanja na holokaust, Židovska općina u Zagrebu organizirala je recital pod nazivom "Sutra možda, bit ćemo svrstani u beskrajne kolone ...". Temeljila se na književnim tekstovima i poeziji Zwi Kolitz, Mirka Mirkovića i Viktora Rosenzweiga. Recital je za scenski nastup pripremila Mira Wolf, a stihove su interpretirali  Rene i Sven Medvešek.[10]